# آلن گوردون (فوتبال)
آلن گوردون (انگلیسی: Alan Gordon؛ زادهٔ ۱۶ اکتبر ۱۹۸۱) یک بازیکن فوتبال در پست مهاجم اهل ایالات متحده آمریکا است.

## باشگاهی
از باشگاه‌هایی که در آن بازی کرده‌است می‌توان به باشگاه فوتبال لس‌آنجلس گلکسی، باشگاه فوتبال چیواس یواس‌ای، تورنتو اف‌سی و باشگاه فوتبال سن‌خوزه ارث‌کوئیکز اشاره کرد.

## تیم ملی
وی همچنین در تیم ملی فوتبال ایالات متحده آمریکا بازی کرده است.